# Takuya Jinno
Takuya Jinno (神野 卓哉 Jinno Takuya?,  nacido el 1 de junio de 1970 en Sōka, Saitama) es un exfutbolista japonés. Jugaba de delantero o centrocampista y su último club fue el Yokohama F.C. de Japón.

## Carrera
Los inicios de Takuya Jinno en el fútbol se remontan a la Escuela Secundaria Shutoku, en donde también se educó. Después de finalizar sus estudios allí, se unió a Nissan Motors de la Japan Soccer League en 1989. Cuando comenzó en 1993 la J. League, primera liga profesional en la historia de Japón, Nissan Motors pasó a llamarse Yokohama Marinos, para quien siguió jugando.
En 1996, se fue para Vissel Kobe, conjunto por entonces de la antigua Japan Football League, y los ayudó a obtener el ascenso a la J1 League. En 1999, fue transferido a Oita Trinita, de la flamante J2 League, donde se consagró como máximo artillero de la temporada. Para el año 2000, se trasladó hacia F.C. Tokyo. Tuvo un breve retorno a Oita a principios de 2001, antes de irse a Yokohama F.C., donde se retiró de la actividad profesional en 2003.
A nivel internacional, fue parte del equipo de Japón que ganó la Copa Asiática 1992, pero él no disputó ningún partido.
Permaneció en Yokohama F.C. después de su retiro y ha continuado trabajando en el área de desarrollo para el club.

## Estadística de club
| Rendimiento de club | Rendimiento de club | Rendimiento de club | Liga     | Liga  | Copa               | Copa               | Copa de la Liga | Copa de la Liga | Total    | Total |
| Año                 | Club                | Liga                | Partidos | Goles | Partidos           | Goles              | Partidos        | Goles           | Partidos | Goles |
| Japón               | Japón               | Japón               | Liga     | Liga  | Copa del Emperador | Copa del Emperador | Copa J. League  | Copa J. League  | Total    | Total |
| ------------------- | ------------------- | ------------------- | -------- | ----- | ------------------ | ------------------ | --------------- | --------------- | -------- | ----- |
| 1989/90             | Nissan Motors       | JSL Division 1      | 0        | 0     |                    |                    | 1               | 0               | 1        | 0     |
| 1990/91             | Nissan Motors       | JSL Division 1      | 15       | 4     |                    |                    | 0               | 0               | 15       | 4     |
| 1991/92             | Nissan Motors       | JSL Division 1      | 15       | 0     |                    |                    | 1               | 0               | 16       | 0     |
| 1992                | Yokohama Marinos    | J1 League           | -        | -     | 4                  | 1                  | 9               | 3               | 13       | 4     |
| 1993                | Yokohama Marinos    | J1 League           | 19       | 2     | 0                  | 0                  | 2               | 0               | 21       | 2     |
| 1994                | Yokohama Marinos    | J1 League           | 25       | 3     | 0                  | 0                  | 2               | 0               | 27       | 3     |
| 1995                | Yokohama Marinos    | J1 League           | 39       | 3     | 1                  | 0                  | -               | -               | 40       | 3     |
| 1996                | Vissel Kobe         | Football League     | 30       | 10    | 3                  | 2                  | -               | -               | 33       | 12    |
| 1997                | Vissel Kobe         | J1 League           | 29       | 1     | 2                  | 0                  | 6               | 0               | 37       | 1     |
| 1998                | Vissel Kobe         | J1 League           | 28       | 2     | 2                  | 1                  | 3               | 0               | 43       | 3     |
| 1999                | Oita Trinita        | J2 League           | 36       | 19    | 3                  | 6                  | 4               | 1               | 43       | 26    |
| 2000                | F.C. Tokyo          | J1 League           | 18       | 4     | 0                  | 0                  | 2               | 0               | 20       | 4     |
| 2001                | Oita Trinita        | J2 League           | 9        | 0     | 0                  | 0                  | 4               | 0               | 13       | 0     |
| 2001                | Yokohama F.C.       | J2 League           | 25       | 8     | 4                  | 5                  | 0               | 0               | 29       | 13    |
| 2002                | Yokohama F.C.       | J2 League           | 40       | 8     | 2                  | 0                  | -               | -               | 42       | 8     |
| 2003                | Yokohama F.C.       | J2 League           | 10       | 0     | 0                  | 0                  | -               | -               | 10       | 0     |
| País                | Japón               | Japón               | 338      | 64    | 21                 | 15                 | 34              | 4               | 393      | 83    |
| Total               | Total               | Total               | 338      | 64    | 21                 | 15                 | 34              | 4               | 393      | 83    |

## Palmarés de equipo

### Club
- Recopa de la AFC - 1992
- Japan Soccer League Division 1/J1 League - 1990, 1995
- Copa del Emperador - 1989, 1991, 1992
- Copa Japan Soccer League - 1989, 1990

### Selección nacional
- Copa Asiática - 1992

## Palmarés personal
- Máximo goleador de la J2 League - 1999